# Marcel Perrier
Marcel Germain Perrier (* 28. Juni 1933 in Arêches, Savoie, Frankreich; † 2. Oktober 2017 in Moûtiers) war ein französischer Geistlicher und römisch-katholischer Bischof von Pamiers.

## Leben
Marcel Perrier war eines von 11 Kindern aus einer Landwirtsfamilie. Wie einer seiner Brüder wurde er ebenfalls Priester und trat in das Seminar von Chambéry ein. Mit 24 Jahren empfing er am 29. Juni 1957 die Priesterweihe für das Erzbistum Chambéry und war Seelsorger in Albertville, dann Kaplan des Lycée Jean Moulin. 1965 wurde er zum Pfarrer von Cevins, Notre-Dame-de-Briançon und den umliegenden Pfarreien ernannt. 1975 wurde Perrier Generalvikars des Bistums Tarentaise. 1980 ging er wieder in die Seelsorge in Bourg St Maurice und war von 1984 bis 1987 wieder Generalvikar.
Papst Johannes Paul II. ernannte ihn am 15. April 1988 zum Titularbischof von Diana und zum Weihbischof in Chambéry. Der Erzbischof von Chambéry, Claude Feidt, spendete ihm am 17. Juli desselben Jahres die Bischofsweihe; Mitkonsekratoren waren Hubert Barbier, Bischof von Annecy, und Eugène Lecrosnier, Bischof von Belfort-Montbéliard.
Am 16. Mai 2000 wurde er zum Bischof von Pamiers ernannt. Am 24. Juni 2008 nahm Papst Benedikt XVI. sein aus Altersgründen vorgebrachtes Rücktrittsgesuch an.